# Tore O. Sandvik

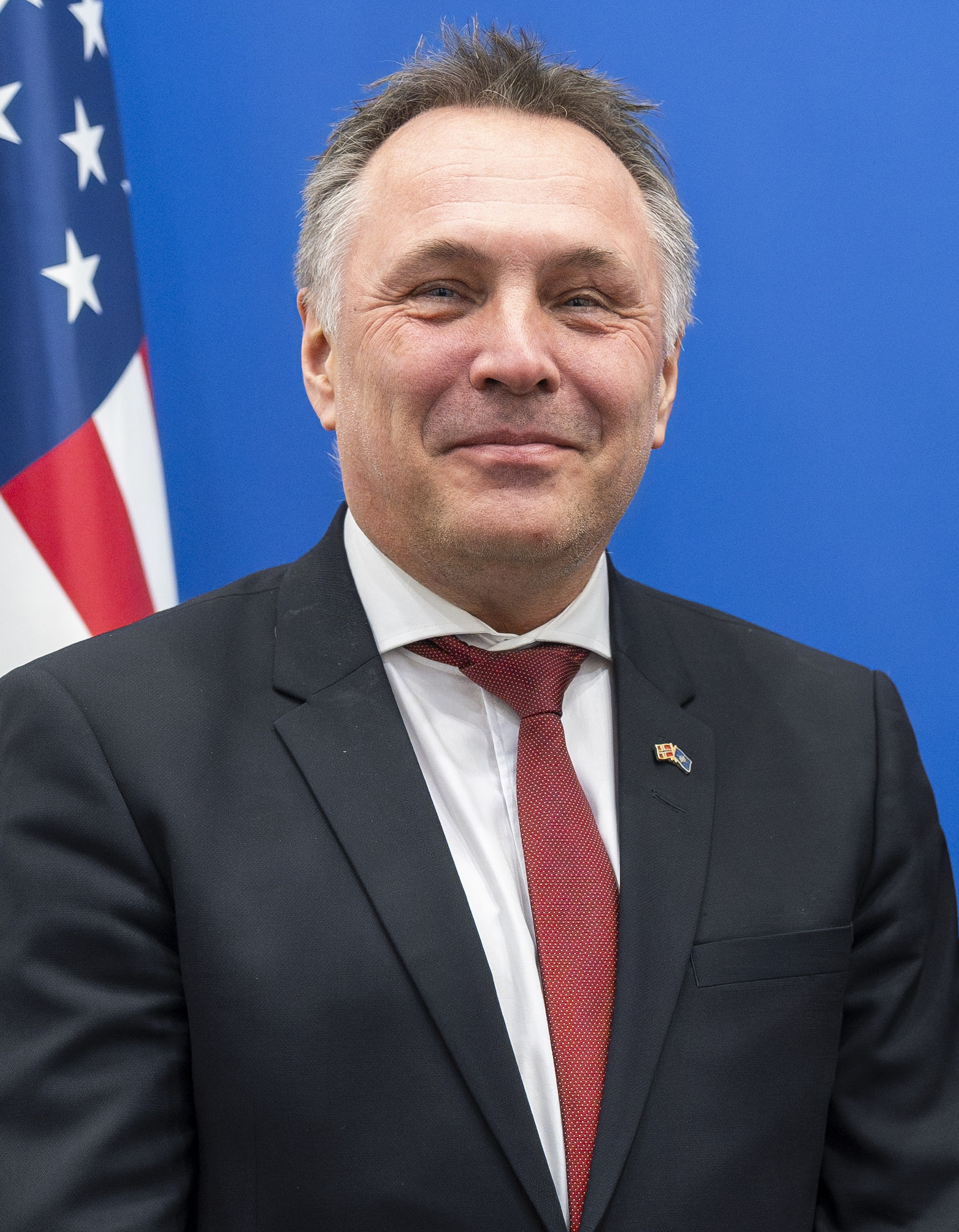
Tore O. Sandvik, 2025

Tore Onshuus Sandvik (* 31. August 1969 in Trondheim) ist ein norwegischer Politiker der sozialdemokratischen Partei Arbeiderpartiet (Ap). Seit Februar 2025 ist er der Verteidigungsminister seines Landes. Von September bis Dezember 2024 war er kommissarischer Klima- und Umweltminister. Von 2003 bis 2017 war Sandvik Fylkesordfører von Sør-Trøndelag und anschließend bis 2023 von Trøndelag. Er fungierte von Februar bis Oktober 2001 sowie von November 2023 bis September 2024 als Staatssekretär.

## Leben
Sandvik wuchs im Trondheimer Stadtviertel Kolstad auf und engagierte sich als Jugendlicher in der Parteijugend der Arbeiderpartiet, der Arbeidernes Ungdomsfylking (AUF). Ab 1995 war er als Jugendsekretär des Gewerkschaftsdachverbands LO für die Region Sør-Trøndelag tätig. Im Jahr 1999 wurde er ins Fylkesting von Sør-Trøndelag gewählt.

### Politischer Referent und Staatssekretär (2000–2001)
Von März 2000 bis Februar 2001 fungierte Sandvik als politischer Referent für Wirtschafts- und Handelsministerin Grete Knudsen in der Regierung Stoltenberg I. Am 2. Februar 2001 wurde er zum Staatssekretär im Wirtschafts- und Handelsministerium ernannt. Er blieb in dieser Position bis zum Abtritt der Regierung am 19. Oktober 2001. Während seiner Zeit als Staatssekretär war er hauptsächlich für IT-Politik zuständig.

### Fylkesordfører (2003–2023)
Nach den Fylkestingswahlen im Herbst 2003 wurde Sandvik im Alter von 34 Jahren zum Fylkesordfører des damaligen Fylkes Sør-Trøndelag gewählt. Dieses Amt behielt er auch nach den folgenden Fylkestingswahlen. Im Vorfeld der Zusammenlegung der beiden Fylker Sør- und Nord-Trøndelag zum neuen Fylke Trøndelag wurde er zum neuen Fylkesordfører von Trøndelag gewählt. Er fungierte folglich ab 1. Januar 2018 als Fylkesordfører von Trøndelag. Den Posten erhielt er auch nach der Fylkestingswahl 2019. Bei der Wahl im Herbst 2023 kandidierte er nicht erneut.

### Staatssekretär und Minister (seit 2023)
Am 10. November 2023 wurde er zum kommissarischen Staatssekretär unter Wirtschaftsminister Jan Christian Vestre ernannt. Ab März 2024 setzte er diese Tätigkeit in einer festen Position und ab April 2024 unter der neuen Wirtschaftsministerin Cecilie Myrseth fort. Am 23. August 2024 wurde Sandvik für den Zeitraum von 2. September bis zum 31. Dezember 2024 zum kommissarischen Klima- und Umweltminister ernannt. In dieser Zeit fungierte er als Elternzeitvertretung für Andreas Bjelland Eriksen.
Am 4. Februar 2025 wurde er zum Verteidigungsminister in der Regierung Støre ernannt. Sandvik wurde Nachfolger des Senterpartiet-Politikers Bjørn Arild Gram, der aufgrund des Regierungsaustritts der Senterpartiet aus dem Amt ausschied.